# Bolocera africana
Bolocera africana is een zeeanemonensoort uit de familie Actiniidae. De anemoon komt uit het geslacht Bolocera. Bolocera africana werd in 1909 voor het eerst wetenschappelijk beschreven door Pax. 